# 大間々町高津戸
大間々町高津戸（おおままちょうたかつど）は、群馬県みどり市の町名である。郵便番号は376-0113。

## 地理
みどり市大間々町の東部に位置する。北部は大間々町浅原・大間々町長尾根に、東部は川内町四丁目に、南部から西部にかけては渡良瀬川を境として相生町四丁目・大間々町大間々・大間々町桐原にそれぞれ接する。
- 山岳：足尾山地、要害山
- 河川：渡良瀬川、小平川

## 歴史
大間々町高津戸の前身にあたる山田郡高津戸村は、古く蕪町村（相生町四丁目）を含んだが1663年（寛文3年）ごろ分村したと見られる。1889年（明治22年）の町村制施行に伴い、東小倉村・西小倉村・須永村・高津戸村・山田村が合併して川内村が成立。高津戸村は川内村の大字の一つとなる。1954年（昭和29年）に、川内村の東小倉・西小倉・須永・山田の全部と高津戸の東部が桐生市に編入し、高津戸の西部が大間々町に編入した。
2006年（平成18年）に、勢多郡東村・山田郡大間々町・新田郡笠懸町が合併してみどり市が成立。山田郡大間々町高津戸が、みどり市大間々町高津戸となる。

## 人口と世帯数
2022年（令和4年）12月末の人口と世帯数は以下の通りである。
| 町丁           | 人口  | 世帯数  |
| -------------- | ----- | ------- |
| 大間々町高津戸 | 819人 | 375世帯 |

## 学校区
公立の小・中学校に通う場合、学校区は以下の通りとなる。
| 町丁           | 区域 | 小学校                   | 中学校                 |
| -------------- | ---- | ------------------------ | ---------------------- |
| 大間々町高津戸 | 全域 | みどり市立大間々北小学校 | みどり市立大間々中学校 |

## 交通
町内に群馬県道338号駒形大間々線が通じている。駒形大間々線は、川内町五丁目の駒形から川内町三・四丁目、大間々町高津戸、渡良瀬川に架かる高津戸橋を経て、大間々町大間々までを結ぶ路線である。

## 施設
- 要害神社
- 高津戸城跡
- 要害山展望台
- 高津戸峡遊歩道
- はねたき公園
- 高津戸ダム（英語版）
- 大間々地区第十四区集会所
- 自音寺
- ぐんま竹と凧の博物館
- 大間々ゴルフクラブ